# Darien Dean
Darien Dean – amerykański piosenkarz.

## Życiorys

### Dzieciństwo
Darien Dean urodził się w Bronxville, ale wychował i dorastał w Mount Vernon. Kiedy miał 6 lat, zmarł jego ojciec. 

### Kariera
Darien Dean zaczynał swoją karierę, publikując utwory w serwisie MySpace. W 2008 roku premierę miał drugi album studyjny brytyjskiego zespołu Reel People zatytułowany Seven Ways to Wonder, na którym znalazły się dwa utwory nagrane z gościnnym udziałem Deana: „Alibi” i „Upside”.
8 lutego 2009 roku ukazała się debiutancka płyta studyjna Deana zatytułowana If These Walls Could Talk, która została wydana przez wytwórnię Righteous Music Records. W 2012 roku jeden z utworów z płyty – „Nowhere” – znalazł się na oficjalnej ścieżce dźwiękowej filmu The Last Fall w reżyserii Matthew A. Cherry’ego.
W 2011 roku ukazała się kolejna płyta studyjna zespołu Reel People zatytułowana Golden Lady, na której znalazł się m.in. „Sure” nagrany z gościnnym udziałem Deana. W październiku 2011 roku piosenkarz wystąpił na festiwalu Capital Jazz Cruise, a w 2012 roku na festiwalu Jazzystan w Kazachstanie. W listopadzie 2013 roku ponownie wystąpił na festiwalu Capital Jazz Supercruise. W 2015 roku zaśpiewał gościnnie w utworze „The Line” Ismy Hilla. Jesienią tego samego roku odbył trasę koncertową po Europie, w ramach której wystąpił m.in. we Francji. W 2016 roku piosenkarz zapowiedział pracę nad swoim nowym albumem studyjnym zatytułowanym Notes from the Journey. W tym samym roku zaśpiewał gościnnie w utworze „Feeling” francuskiego DJ-a Hallexa M.

## Dyskografia

### Albumy studyjne
- If These Walls Could Talk (2009)